# Iron Ore Company of Canada
Die Iron Ore Company of Canada (IOC) (Französisch: Compagnie Minière IOC) ist ein kanadisches Bergbauunternehmen mit Hauptsitz in Montreal, Québec. Das Unternehmen wurde 1949 von der M. A. Hanna Company gegründet. Heute gehört das Unternehmen einem Konsortium aus der Labrador Iron Ore Royalty Company / LIORC (15 %), Mitsubishi (26 %) und Rio Tinto (59 %). Die Produktionskapazität beträgt ca. 23 Millionen Tonnen Eisenerz pro Jahr.
Das Unternehmen betreibt Abbaugebiete in Labrador City, Neufundland und Labrador. Zu IOC gehört auch die 417 km lange Quebec North Shore and Labrador Railway, um die Rohstoffe zum Hafen von Sept-Îles, Québec, zu befördern. Von dort aus werden sie für den weltweiten Markt verschifft.